# 双塔街道 (大连市)
双塔街道，原为双塔镇，是中华人民共和国辽宁省大連市普兰店区下辖的一个乡镇级行政单位。2018年撤镇设街道。区划代码改为 210214020。

## 行政区划
双塔街道下辖以下地区：
双塔村、珍珠河村、一塔村、唐屯村、彭屯村、邓店村、栗寺沟村、福全村和永宁村。